# Xemirxek (sockenhuvudort i Kina, Xinjiang Uygur Zizhiqu, lat 47,80, long 87,97)
Xemirxek (kinesiska: 切木尔切克, 切木尔切克乡) är en sockenhuvudort i Kina. Den ligger i den autonoma regionen Xinjiang, i den nordvästra delen av landet, omkring 450 kilometer norr om regionhuvudstaden Ürümqi. Antalet invånare är 12 949. Befolkningen består av 6 348 kvinnor och 6 601 män. Barn under 15 år utgör 23,0 %, vuxna 15-64 år 71 %, och äldre över 65 år 4,0 %.
Runt Xemirxek är det glesbefolkat, med 15 invånare per kvadratkilometer. Närmaste större samhälle är Altay, 13,8 km öster om Xemirxek. Trakten runt Xemirxek består till största delen av jordbruksmark.
Genomsnittlig årsnederbörd är 280 millimeter. Den regnigaste månaden är juli, med i genomsnitt 42 mm nederbörd, och den torraste är februari, med 9 mm nederbörd.